# Pietro di Cantabria

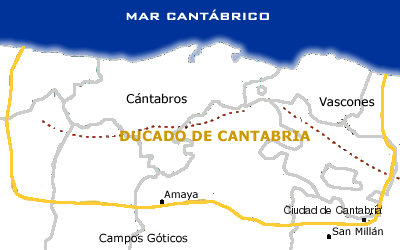
Ducato di Cantabria

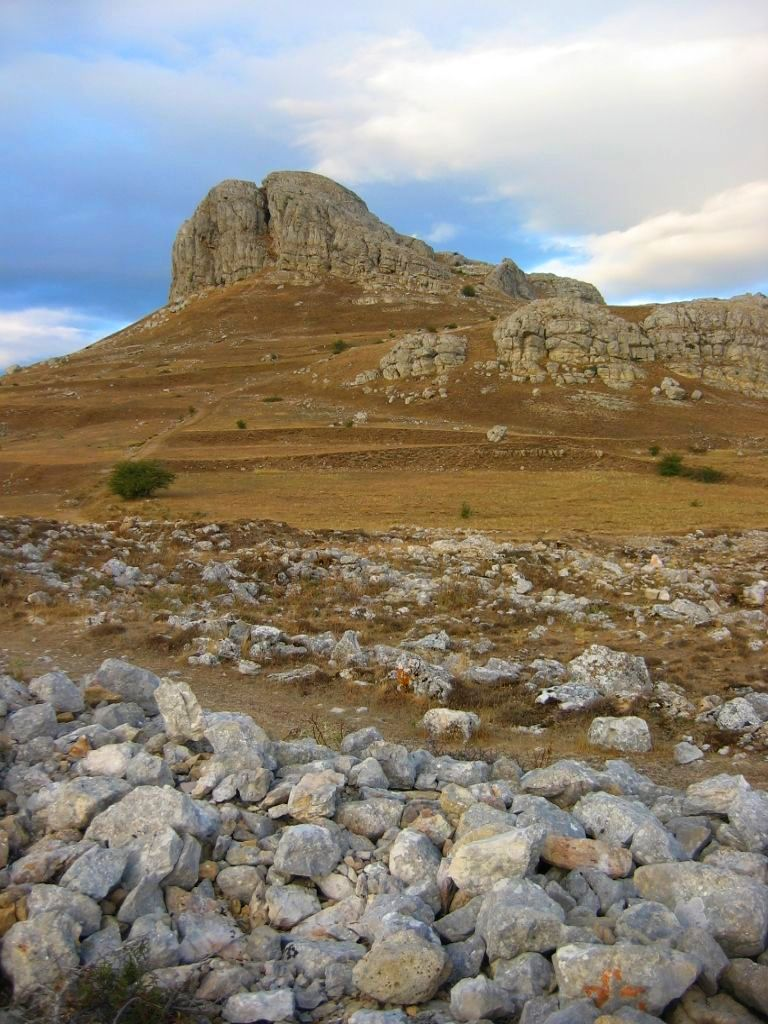
Le rovine di Amaya, capitale del ducato

Pietro (Pedro in spagnolo, in galiziano e in portoghese, Pere in catalano; ... – 730 circa) duca visigoto di Cantabria.

## Origine
Nel passato fu ritenuto figlio del re visigoto Ervige, e di Liuvigoto o Liuvigotona, figlia di un precedente re dei Visigoti, Suintila, che lo storico e genealogista spagnolo, Salazar y Castro ricorda come nipote del re Recaredo (Liubigrohona nieta de Recaredo); secondo la cronaca di Alfonso III invece il figlio di Pietro, Alfonso I delle Asturie, e quindi il duca stesso, discendeva dai re visigoto, Recaredo I e Leovigildo. Anche secondo la Historia Silense Pietro discende da Recaredo I.

Ervige era figlio di Ardabasto e di una nipote del re dei visigoti, sia per Salazar y Castro, che per la CRONICA ROTENSIS
, facendo di lui un nipote e cugino del duca Favila.
Oggi queste discendenze sono messe in dubbio, in quanto, dopo la conquista araba, vi era l'abitudine di inventarsi discendenze visigote nobili.

## Biografia
Di Pietro si hanno scarse notizie:
il Diccionario biográfico español, Real Academia de la Historia lo presenta come, duca di Cantabria e capostipite dei re di Castiglia e León e poi di Spagna.

Oltre a Salazar y Castro, tutti i cronisti dell'epoca lo citano come duca di Cantabria, inclusi il CHRONICON  ALBELDENSE (Petri,  Cantabria;  ducis), e il Sebastiani Chronicon (Petri ducis).
Secondo alcune cronache musulmane, nel 714 Mūsā ibn Nuṣayr, il wali di al-Andalus, si diresse nelle Asturie occupando León, Astorga e Zamora e quindi arrivò sino a Lugo, occupando tutta la Galizia, e, secondo La web de las biografias occupò la Cantabria, inclusa la capitale Amaya, difesa strenuamente da Pietro, costringendo a rifugiarsi, con tutta la famiglia nella cordigliera Cantabrica.
Solo dopo la vittoria cristiana nella battaglia di Covadonga, il duca unì le sue forze con quelle asturiane di Pelagio e mandò il figlio primogenito, Alfonso, alla corte asturiana situata a Cangas de Onís, anche se qualche storico riporta che Pietro si era unito a Pelagio, prima di Covadonga.
Il duca Pietro di Cantabria ed il principe Pelagio delle Asturie avevano programmato l'unione dei domini delle rispettive casate, attraverso il matrimonio di Alfonso, figlio di Pietro ed Ermesinda, figlia di Pelagio, avvenuto prima del 737.
Non si conosce la data della morte di Pietro, che avvenne qualche anno prima dell'elezione al trono delle Asturie del figlio Alfonso.

## Matrimonio e discendenza
Pietro aveva sposato una nobile di cui non si conoscono né gli ascendenti né il nome, ma da una lettera del figlio, Alfonso, risulta essere sorella o nipote di Adolfo abate (Adulfo abbati gloriosissimo domino meo et avunculo meo) del monastero Beatæ Mariæ di Covadonga.

Pietro dalla moglie ebbe due figli:
- Alfonso detto il Cattolico (ca. 705-757), che, alla morte di Favila, il 14 settembre 739, divenne re delle Asturie e fu il primo ad assumere tale titolo[14].
- Fruela (ca. 710-765), il suo secondogenito[4], fu padre di due re delle Asturie, Aurelio delle Asturie e Bermudo I il Diacono e da quest'ultimo discesero vari re delle Asturie, León, Navarra, Castiglia e Aragona, che daranno poi origine ai re di Spagna e Portogallo.

### Fonti primarie
- (FR)  Histoire de la conquête de l'Espagne par les Musulmans
- (LA)  Anastasii abbatis opera omnia.
- (LA)  CRONICA ROTENSIS)
- (LA)  Cronica de Alfonso III
- (LA)  Historia silense
- (LA)  #ES España sagrada. Volumen 13
- (LA)  #ES España sagrada. Volumen 37

### Letteratura storiografica
- (ES)  #ES Historia Genealógica de la Casa de Lara